# Каретная нотация
Каретная нотация — способ записи управляющих символов в кодировке ASCII. Запись состоит из ASCII-символа циркумфлекса (^), который также часто называют «карет», и заглавной буквы; эта диграмма обозначает ASCII-код символа в соответствии с позицией буквы в английском алфавите. Например, символ конца передачи имеет номер 4 и представляется как ^D, поскольку D — четвёртая буква алфавита. Нулевой символ записывается как ^@ (@ идёт в таблице ASCII до A). Символ DEL имеет значение 127 и обычно записывается как ^?, потому что ASCII-символ ? идёт до @ и −1 ≡ 127 (mod 256)[прояснить]. Альтернативное объяснение: если инвертировать 7-й бит числа 127, получится 63, что соответствует ASCII-коду для @.
Многие компьютерные системы разрешают пользователю вводить контрольные символы путём нажатия комбинации Ctrl + ⟨символ в каретной нотации⟩. Это удобно, поскольку многие управляющие символы (например, EOT) не могут быть введены непосредственно с клавиатуры. Хотя существует много способов для представления управляющих символов, данное соответствие между каретной нотацией и клавиатурным вводом делает каретную нотацию приемлемым решением для множества приложений.
Каретная нотация используется во многих программах, в частности, в драйверах терминала Unix и текстовых утилитах, таких как more и less.

## Альтернативные нотации
Операционные системы Acorn для компьютеров Atom, BBC Micro, Archimedes и более поздних RISC OS используют символ вертикальной табуляции | вместо карета. Например, |M (произносится «control M») — символ возврата каретки, ASCII 13. || — символ вертикального прямоугольника с кодом 124, |? — символ 127, |! добавляет 128 к коду последующего символа, поэтому |!|? имеет код 128 + 127 = 255.